# Orleń cętkowany
Orleń cętkowany, orleń narinari (Aetobatus narinari) – gatunek lub grupa kilku gatunków morskiej ryby chrzęstnoszkieletowej, najpospolitszy i najszerzej rozprzestrzeniony przedstawiciel rodziny Aetobatidae. Nie ma większego znaczenia gospodarczego.

## Zasięg występowania
Orleń cętkowany jest gatunkiem kosmopolitycznym, szeroko rozprzestrzenionym w strefie wód ciepłych i tropikalnych w Oceanie Indyjskim, Spokojnym oraz we wschodnim i zachodnim Oceanie Atlantyckim. Występuje nad szelfem kontynentalnym w strefie przypowierzchniowej do głębokości 60 m p.p.m. Pływa w otwartej toni lub przy dnie, czasami wpływa do lagun i estuariów. Jest związany ze środowiskiem raf koralowych. Poszczególne populacje różnią się między sobą budową i ubarwieniem, niewykluczone, że stanowią co najmniej cztery odrębne gatunki.

## Charakterystyka
Ciało silnie grzbietobrzusznie spłaszczone, o obrysie w kształcie dysku, z wyraźnie wyodrębnioną głową, bez łusek. Szerokość (rozpiętość płetw piersiowych) większa od długości dysku. Przeciętnie osiągają 200 cm, maksymalnie 330 cm szerokości, długość całkowita 880 cm, maksymalna masa ciała wynosi 230 kg. Pysk spłaszczony, przypomina kształt kaczego dzioba. Oczy i tryskawki położone są po bokach głowy. Grzbiet o zielonkawym lub różowawym ubarwieniu pokryty jest wyrazistym wzorem białych plam lub pierścieni. Brzuch biały. Zęby płaskie, ułożone w jednym szeregu.

## Tryb życia
Jest gatunkiem bardzo aktywnym i zwrotnym, potrafi płynąć przez długi czas, gwałtownie skręcając lub przyspieszając. Powolne ruchy jego płetw piersiowych przypominają lot ptaka. Jest gatunkiem towarzyskim, poza okresem rozrodu spotykane są gromady tych ryb wspólnie bawiących się pod powierzchnią wody. 
Dojrzałość płciową osiągają pomiędzy 4. a 6. rokiem życia. Samica rodzi jednorazowo do czterech młodych. Ciąża trwa prawdopodobnie około roku.

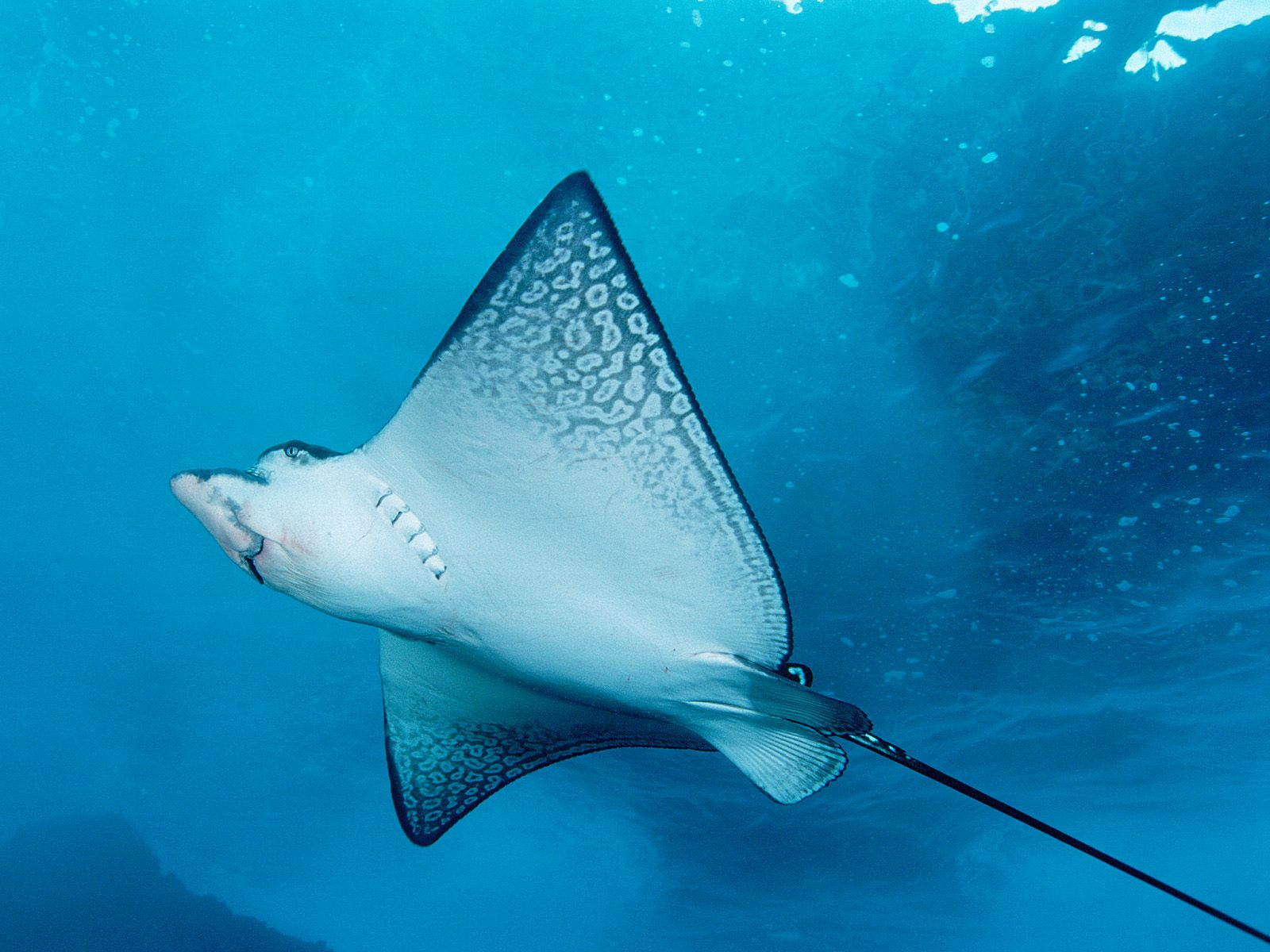
Płynący orleń cętkowany przypomina ptaka w locie z rozwiniętymi skrzydłami

W ucieczce przed drapieżnikami orlenie cętkowane potrafią wyskakiwać ponad powierzchnię wody.
Zjadają małże, głowonogi, skorupiaki oraz małe ryby.